# Jozo Matošić
Jozo Matošić (Spalato, 27 gennaio 1913 – Ragusa, 1º marzo 1999) è stato un calciatore e allenatore di calcio jugoslavo, di ruolo difensore.

## Biografia
Fratello minore del ex calciatore e compagno di squadra Frane. 
È scomparso nel 1999 all'età di 86 anni.

## Statistiche

### Cronologia presenze e reti in nazionale
| Cronologia completa delle presenze e delle reti in nazionale ― Jugoslavia | Cronologia completa delle presenze e delle reti in nazionale ― Jugoslavia | Cronologia completa delle presenze e delle reti in nazionale ― Jugoslavia | Cronologia completa delle presenze e delle reti in nazionale ― Jugoslavia | Cronologia completa delle presenze e delle reti in nazionale ― Jugoslavia | Cronologia completa delle presenze e delle reti in nazionale ― Jugoslavia | Cronologia completa delle presenze e delle reti in nazionale ― Jugoslavia | Cronologia completa delle presenze e delle reti in nazionale ― Jugoslavia |
| Data                                                                      | Città                                                                     | In casa                                                                   | Risultato                                                                 | Ospiti                                                                    | Competizione                                                              | Reti                                                                      | Note                                                                      |
| ------------------------------------------------------------------------- | ------------------------------------------------------------------------- | ------------------------------------------------------------------------- | ------------------------------------------------------------------------- | ------------------------------------------------------------------------- | ------------------------------------------------------------------------- | ------------------------------------------------------------------------- | ------------------------------------------------------------------------- |
| 1-4-1934                                                                  | Belgrado                                                                  | Jugoslavia                                                                | 2 – 3                                                                     | Bulgaria                                                                  | Amichevole                                                                | -                                                                         | 46’                                                                       |
| 3-6-1934                                                                  | Belgrado                                                                  | Jugoslavia                                                                | 8 – 4                                                                     | Brasile                                                                   | Amichevole                                                                | -                                                                         |                                                                           |
| 26-8-1934                                                                 | Belgrado                                                                  | Jugoslavia                                                                | 4 – 1                                                                     | Polonia                                                                   | Amichevole                                                                | -                                                                         |                                                                           |
| 2-9-1934                                                                  | Praga                                                                     | Cecoslovacchia                                                            | 3 – 1                                                                     | Jugoslavia                                                                | Amichevole                                                                | -                                                                         |                                                                           |
| 16-12-1934                                                                | Parigi                                                                    | Francia                                                                   | 3 – 2                                                                     | Jugoslavia                                                                | Amichevole                                                                | -                                                                         |                                                                           |
| 23-12-1934                                                                | Atene                                                                     | Grecia                                                                    | 2 – 1                                                                     | Jugoslavia                                                                | Coppa dei Balcani                                                         | -                                                                         |                                                                           |
| 25-12-1934                                                                | Atene                                                                     | Jugoslavia                                                                | 4 – 3                                                                     | Bulgaria                                                                  | Coppa dei Balcani                                                         | -                                                                         |                                                                           |
| 1-1-1935                                                                  | Atene                                                                     | Jugoslavia                                                                | 4 – 0                                                                     | Romania                                                                   | Coppa dei Balcani                                                         | -                                                                         |                                                                           |
| 17-6-1935                                                                 | Sofia                                                                     | Jugoslavia                                                                | 2 – 0                                                                     | Romania                                                                   | Coppa dei Balcani                                                         | -                                                                         |                                                                           |
| 20-6-1935                                                                 | Sofia                                                                     | Jugoslavia                                                                | 6 – 1                                                                     | Grecia                                                                    | Coppa dei Balcani                                                         | -                                                                         |                                                                           |
| 24-6-1935                                                                 | Sofia                                                                     | Bulgaria                                                                  | 3 – 3                                                                     | Jugoslavia                                                                | Coppa dei Balcani                                                         | -                                                                         |                                                                           |
| 12-7-1936                                                                 | Istanbul                                                                  | Turchia                                                                   | 3 – 3                                                                     | Jugoslavia                                                                | Amichevole                                                                | -                                                                         |                                                                           |
| 6-9-1936                                                                  | Belgrado                                                                  | Jugoslavia                                                                | 9 – 3                                                                     | Polonia                                                                   | Amichevole                                                                | -                                                                         |                                                                           |
| 13-12-1936                                                                | Parigi                                                                    | Francia                                                                   | 1 – 0                                                                     | Jugoslavia                                                                | Amichevole                                                                | -                                                                         |                                                                           |
| 9-5-1937                                                                  | Budapest                                                                  | Ungheria                                                                  | 1 – 1                                                                     | Jugoslavia                                                                | Amichevole                                                                | -                                                                         |                                                                           |
| 1-8-1937                                                                  | Belgrado                                                                  | Jugoslavia                                                                | 3 – 1                                                                     | Turchia                                                                   | Amichevole                                                                | -                                                                         |                                                                           |
| 6-9-1937                                                                  | Belgrado                                                                  | Jugoslavia                                                                | 2 – 1                                                                     | Romania                                                                   | Amichevole                                                                | -                                                                         |                                                                           |
| 3-10-1937                                                                 | Praga                                                                     | Cecoslovacchia                                                            | 5 – 4                                                                     | Jugoslavia                                                                | Amichevole                                                                | -                                                                         |                                                                           |
| 10-10-1937                                                                | Varsavia                                                                  | Polonia                                                                   | 4 – 0                                                                     | Jugoslavia                                                                | Qual. Mondiali 1938                                                       | -                                                                         |                                                                           |
| 6-9-1938                                                                  | Belgrado                                                                  | Jugoslavia                                                                | 1 – 1                                                                     | Romania                                                                   | Amichevole                                                                | -                                                                         |                                                                           |
| 25-9-1938                                                                 | Varsavia                                                                  | Polonia                                                                   | 4 – 4                                                                     | Jugoslavia                                                                | Amichevole                                                                | -                                                                         |                                                                           |
| 7-5-1939                                                                  | Bucarest                                                                  | Romania                                                                   | 1 – 0                                                                     | Jugoslavia                                                                | Amichevole                                                                | -                                                                         |                                                                           |
| 5-10-1939                                                                 | Zagabria                                                                  | Jugoslavia                                                                | 1 – 5                                                                     | Germania                                                                  | Amichevole                                                                | -                                                                         |                                                                           |
| 22-9-1940                                                                 | Belgrado                                                                  | Jugoslavia                                                                | 1 – 2                                                                     | Romania                                                                   | Amichevole                                                                | -                                                                         |                                                                           |
| Totale                                                                    |                                                                           | Presenze                                                                  | 24                                                                        |                                                                           | Reti                                                                      | 0                                                                         |                                                                           |

## Palmarès

### Giocatore
- Campionato croato: 3

Hajduk Spalato: 1940-1941, 1945, 1946

### Allenatore
- Campionato jugoslavo: 1

Hajduk Spalato: 1952